# Beverly Jo Scott
Pour les articles homonymes, voir Scott.
Beverly Jo Scott, également connue sous le nom B. J. Scott, née le 15 mai 1959, est une autrice-compositrice-interprète belge d'origine américaine vivant à Wezembeek-Oppem, en périphérie de Bruxelles. Elle est aussi devenue célèbre en devenant coach de The Voice Belgique.

## Biographie
Née à Deer Park (en) en Alabama, Beverly Jo Scott grandit à Bay Minette. Elle intègre la chorale de son église à six ans.

« Je n’avais pas de stabilité à la maison. Je ne vivais pas dans une famille soudée. »

— Beverly Jo Scott
Bercée par le gospel, la country, le blues, et le rock, Beverly Jo devient mère très jeune et sa fille Jo Anne lui est alors retirée pendant seize ans par la justice américaine. Elle a une fille et deux petites-filles qui vivent aux États-Unis. Elle quitte le domicile familial à l'âge de 17 ans et sillonne l’Amérique, notamment La Nouvelle-Orléans et la Californie, puis l'Europe. Elle arrive en Belgique en octobre 1981 à l'âge de 22 ans et s’y installe définitivement. C'est d'ailleurs en Belgique que sa carrière a démarré .
En avril 2012, lors de son passage dans l'émission Hep Taxi !, la chanteuse y révèle au grand public sa bisexualité, elle l'avait déjà déclarée précédemment.

### Carrière musicale
Dès 1985, elle devient choriste et apparaît sur de nombreux albums. En 1990, elle sort un single chez Polydor, C'est extra de Léo Ferré,. Elle collabore avec de nombreux artistes : Zinno, Triggerfinger, Telex, Caroline Loeb, Viktor Lazlo, Maurane, Bernard Lavilliers, Paul Personne, Alain Souchon, Jacques Higelin, The Scabs, Toots Thielemans, The Sparks, Elliott Murphy, Tucker Zimmerman, The Black Box Revelation, Zap Mama, Deep Forest, Sam Moore, Typh Barrow, Lara Fabian, Matmatah, Michel Deshays, Loïc Nottet,Francis Cabrel Alain Chamfort, Niagara, Eddy Mitchell et Arno,.
Elle participe également au projet Ladies sing the Blues, en compagnie de Dani Klein, Reggie et Verona Davis, de 1981 à 1990.
En 1991 sort son premier album, Honey and Hurricane, puis son deuxième, Mudcakes, en 1993. En 1999, elle interprète en duo avec Arno, Jean Baltazaarrr, mix dynamique de The Jean Genie de David Bowie et de La Fille du Père Noël de Jacques Dutronc. En 2003 sort son troisième album, Divine rebel.
En 2005, B. J. Scott met sur pied la tournée Planet Janis, un spectacle où elle reprend les chansons de Janis Joplin. La tournée est un succès : plus de 100 dates en France, Belgique, Suisse et Allemagne. Son spectacle Planet Janis la mène à l'Olympia.Cette année-là sort également Cut and Run, son quatrième album studio.
En 2008, elle sort Dix vagues, un album de dix chansons, pour la première fois toutes en français. Cet album mélange les musiques du sud des États-Unis où elle est née avec sa culture belge d’adoption et de cœur.
En 2009, elle crée le spectacle Woodstock Magic Tour à l'occasion du 40e anniversaire du festival mythique. L'année suivante, elle organise une nouvelle tournée du spectacle Planet Janis et sort un album live dans la foulée.
En mars 2012 sort la double compilation Beverly Jo Scott Collection qui reprend tous ses plus grands titres.
En juillet 2012, à la demande des organisateurs du Brosella Folk & Jazz Festival, B. J. Scott présente le « Woody 100 Project » pour célébrer le centenaire de la naissance de Woody Guthrie. Elle était accompagnée d'Eric Erdman (voix et guitare), Ricky Hirsch (guitare), Jan De Smet (accordéon), Thierry Rombaux (basse), Guy Stroobant (banjo) et Raphael Debacker (piano, orgue, clavinet).
En 2014, elle sort Swamp Cabaret. Le titre fait référence pour le « swamp », aux bayous de ses racines sudistes, et pour le « cabaret », aux spectacles intimistes et humoristiques qu'elle aime offrir à son public.
En 2016, Beverly Jo Scott participe à l'album de reprises de Blues de Paul Personne, Lost in Paris Blues Band, avec Ron "Bumblefoot" Thal, Robben Ford, John Jorgenson, Kevin Reveyrand et Francis Arnaud.
En 2024, elle participe à un album hommage à Calvin Russel, réalisé par Manu Lanvin et dans lequel elle reprend le morceau Rats and Roaches.

### Carrière télévisuelle
En 2011, B. J. Scott intègre le jury de l'émission de télévision The Voice Belgique sur la RTBF aux côtés de Quentin Mosimann, de Lio et du groupe Joshua. Elle rempile pour les saisons 2 à 7 (2013-2018) ensuite reprend la saison 9 à 11 (2021-2024). Elle remporte quatre fois le trophée : Laura Cartesiani (saison 5), Jérémie Makiese (saison 9), Alec Golard (saison 10), Emma Sorgato (saison 11).
Depuis janvier 2019, elle présente chaque semaine Le truc qui va vous scotcher la gueule dans l'émission Plan Cult de Félicien Bogaerts sur La Trois et TV5 Monde.

### Autres activités
Beverly Jo Scott est jurée dans The Voice Belgique, une émission de télévision belge de télé-crochet musicale diffusée sur la RTBF depuis le 20 décembre 2011. L'émission a la particularité de reposer sur un principe d'auditions à l'aveugle, où le jury ne voit pas les candidats mais juge uniquement leur voix.
En outre, elle écrit les paroles de Rhythm Inside pour Loïc Nottet, ancien candidat de l'émission télévisée qui atteint la finale dans l'équipe de l'américaine en 2014. Il l’interprète pour représenter la Belgique au Concours Eurovision de la Chanson 2015 à Vienne où il termine quatrième,.
B. J. Scott anime l'émission BJ Sunday Brunch sur la radio Classic 21 le dimanche de 12 à 13 h.
Accompagnée par sa fille, elle organise un festival annuel de musique à Mobile d'où elle est originaire.

## Discographie
- Honey and Hurricanes (1991)
- Mudcakes (1993)
- The Wailing Trail (1995), album live
- Amnesty for Eve (1999) – Be Ne#30[22]
- Selective Passion (2000)
- Divine Rebel (2003)
- Cut and Run (2005), album live – Be Fr#98[23]
- Dix Vagues (2008)
- Best Stuff (2009) – Be Fr#96[23]
- Planet Janis (2010), album live, spectacle en hommage à Janis Joplin
- Collection (2012), Best of – Be Fr#22[23]
- DVD concert à Fiestacity (Verviers) (2012)
- Swamp Cabaret (2014)